# Беседка
Беседката е павилионна структура, понякога осмоъгълна или с форма на малка кула, често изградена в парк, градина или просторна обществена зона.
Понякога, беседка може да се използва като синоним на павилион. 

## Дизайн
Беседките са самостоятелни или прикрепени към градинска стена, покрити и отворени от всички страни. Те осигуряват сянка, подслон от дъжд и място за почивка, като същевременно действат като декоративна характеристика. Някои беседки в обществените паркове са достатъчно големи, за да служат като bandstand (кръгла, полукръгла или многоъгълна структура, разположена в парк, градина, кей или закрито пространство, предназначена да побере музикални групи, изпълняващи концерти).

## Виж също
- Павилион